# Gore – Pieśni buntu i niedoli XVI–XX wieku
Gore – Pieśni buntu i niedoli XVI–XX wieku – album nagrany w ramach projektu muzycznego R.U.T.A., którego pomysłodawcą i animatorem jest Maciej Szajkowski (Kapela ze Wsi Warszawa). W nagraniu udział wzięli zaproszeni przez niego wokaliści: Paweł Gumola (Moskwa), Robert Matera (Dezerter), Hubert Dobaczewski (Lao Che) i Nika (Post Regiment).
Płyta to pionierska fuzja tradycyjnego instrumentarium (fidele płockie, sazy, fidel średniowieczna, tradycyjne polskie bębny, kontrabas) z estetyką hardcore-punku. Zawiera 17 utworów opisujących bunt chłopów przeciwko systemowi feudalnemu – szlachcie, urzędnikom, Kościołowi.
Wydanie albumu poprzedziło ukazanie się promującego ją teledysku do utworu Z batogami na panów. Płyta obok materiału muzycznego zawiera też ryciny i inne ilustracje, a także opis niegdysiejszego stosunku ludności wiejskiej do „panów i plebanów”.
W 2011 roku album Gore – Pieśni buntu i niedoli XVI–XX wieku został laureatem plebiscytu Wirtualne Gęśle na najlepszą polską płytę folkową.
Uczestnicy projektu rozszyfrowują skrót R.U.T.A. jako Ruch Utopii, Transcendencji, Anarchii lub Reakcyjna Unia Terrorystyczno Artystowska.

## Lista utworów
1. Zew Hord
2. Jak to dawni dobrze beło
3. Gore!
4. Szubieniczka stoi
5. Ksiydza z kazalnicy zrucić
6. Lament chłopski
7. Będą panowie sami łąki kosić
8. Na przystawcę
9. Nie boję się pana
10. Orałbym ja wami
11. Hej wielebny bracie
12. Związali mnie w powróz
13. Precz!
14. Z batogami na panów
15. Zabij nam, panie, jałowicę
16. Pieśń o Jakubie Szeli
17. Pieśń robotników leśnych Warmii (zawiera utwory bonusowe Panowie panowie i Ci dawni panowie ze zbiorów Instytutu Sztuki PAN)